# Хантер (гора, Аляска)
Ха́нтер (англ. Mount Hunter) — гора в составе Аляскинского хребта на территории штата Аляска (США) в национальном парке Денали. Имея абсолютную высоту 4442 метра над уровнем моря, является третьей по высоте горой хребта, 10-й по высоте среди гор не только Аляски, но и всех США, и 22-й во всей Северной Америке.

## Описание
Хантер имеет довольно сложную структуру: основной пик «Северный» (4442 м) соединён со второй вершиной «Южная» (4257 м) крупным низконаклонённым ледниковым плато; гора имеет множество граней со всех направлений, между которыми находятся крутые склоны. Именно поэтому она была покорена на 41 год позднее, чем знаменитая соседка Денали, имеющая высоту на 1748 метров больше.

## Название
На языке танаина название горы звучит как Беггуя, что означает «ребёнок (Денали)». Американские первопроходцы поначалу дали вершине имя гора Рузвельта. В 1903 году некий Роберт Данн, репортёр New York Commercial Advertiser, посетил эти места в составе экспедиции Фредерика Кука, который пытался совершить первовосхождение на высочайшую точку Северной Америки. Данн дал безымянной вершине, стоящей рядом с Денали, имя Хантер в честь своей тётушки, Анны Фалконнет Хантер, которая выделила средства на путешествие. Эта гора ныне известна как Кахилтна-Дом (3783 м). В 1906 году название Хантер было ошибочно присвоено правительственным геодезистом-инспектором описываемой в статье горе. Второй пик, долгое время звавшийся просто Южная вершина Хантера, получил собственное имя Стивенс лишь в 2010 году в честь аляскинского политика Теда Стивенса.

## История восхождений
- 1954 год — впервые вершина по западному склону покорена Фредом Беки[англ.], Генрихом Харрером и Генри Мейбомом.
- 1979 год — впервые вершина по южному отрогу покорена Джоном Мэллоном Уотерменом. Восхождение совершено в одиночку, заняло 145 дней[4].
- 1989 год — впервые вершина по северо-западному склону покорена Конрадом Энкером[англ.] и Сетом Шоу.
- 1994 год — впервые вершина покорена по «Стене теней» Грегом Чайлдом[англ.] и Майклом Кеннеди[англ.].